# Single White Female
Single White Female (en España, Mujer blanca soltera busca; en Hispanoamérica, Mujer soltera busca) es una película estadounidense de 1992 de género suspenso, dirigida por Barbet Schroeder y protagonizada por Jennifer Jason Leigh y Bridget Fonda.

## Argumento
La diseñadora de software de la ciudad de Nueva York, Allison "Allie" Jones, está comprometida con Sam Rawson. La exesposa de Sam llama y, cuando revela que ellos se acostaron recientemente, Allie lo echa, rompiendo su compromiso, tras lo cual su vecino, el aspirante a actor Graham Knox, la consuela. A la mañana siguiente, Allie asiste a un almuerzo de negocios con Mitchell Myerson, el dueño de una casa de moda que busca comprar el nuevo y revolucionario programa de Allie. La manipula para que reduzca significativamente el precio; como es su primer y único cliente, Allie acepta.
Allie decide buscar una nueva compañera de cuarto para compartir su apartamento. Se decide por Hedra Carlson, a quien apoda "Hedy", y se hacen amigas. Hedy explica que su gemela nació muerta, dejándola constantemente sola. Hedy se vuelve demasiado protectora con Allie, borrando un correo de voz de Sam, en el cual le pedía que se reconcilie con él. Compra un cachorro llamado Buddy para vincularse con Allie, pero se pone celosa cuando Sam recupera a Allie y buscan un nuevo apartamento para ellos. Al percibir que Allie la rechazó, Hedy se enoja y se frustra aún más cuando Buddy no se acerca a ella, incluso cuando ella lo persuade. Allie y Sam luego encuentran el cadáver de Buddy en el suelo debajo de la ventana de su apartamento. Al regresar al apartamento, Allie ve que la ventana estaba abierta con un espacio lo suficientemente ancho para que Buddy pudiera pasar. Hedy afirma que la muerte de Buddy fue un accidente porque pensó que los barrotes fuera de la ventana habían sido reparados.
Mitchell intenta obligar a Allie a practicarle sexo oral después de completar su trato, amenazando con advertir a futuros clientes y no pagarle, pero ella lo golpea y escapa. Para consolar a Allie, Hedy la lleva a cortarse el pelo, pero después de que Hedy aparece vestida exactamente como ella, incluido su corte de pelo, Allie se pone nerviosa. Esa noche, Allie sigue a Hedy a un club nocturno subterráneo y es testigo de cómo Hedy se hace pasar por Allie. Allie encuentra una caja de zapatos que contiene cartas dirigidas a Ellen Besch, el nombre real de Hedy, junto con una carta de Sam a Allie y un recorte de periódico sobre el ahogamiento accidental de la hermana gemela de Hedy, Judy, cuando tenía nueve años.
Allie le dice a Graham la verdad sobre Hedy, ambos sin saber que Hedy está escuchando. Allie se va y Hedy ataca a Graham. Cuando Sam regresa la noche siguiente, Hedy se hace pasar por Allie y comienza a practicarle sexo oral, pero cuando se da cuenta de que no es Allie, Hedy lo viola, después de lo cual Sam se da cuenta de que Allie tenía razón sobre Hedy. Hedy le ruega que deje a Allie en paz, pero él se niega e insiste en decirle la verdad a Allie. Furiosa, Hedy lo mata haciéndole un corte en el ojo con su tacón de aguja.
Hedy le dice a Allie que está a punto de irse. Al ver un informe de noticias sobre la muerte de Sam, Allie se da cuenta de lo que ha sucedido y trata de irse, pero Hedy la toma como rehén a punta de pistola y explica que todos creerán que Allie mató a Sam. Para "proteger" a Allie, Hedy intenta convencerla de que deben huir. Allie intenta enviar un mensaje de socorro, pero Hedy la atrapa.
Mitchell nota que se borran sus archivos (un programa de seguridad iniciado por pagos atrasados) y se apresura a encontrar a Allie. La encuentra atada y amordazada con cinta adhesiva, pero mientras intenta liberar a Allie, Hedy dispara y lo mata. Luego, Hedy intenta persuadir a Allie de que se suicide mediante una sobredosis de drogas, pero Allie se resiste. Hedy apunta con el arma a Allie mientras intenta correr, rogándole a Allie que no la deje. Allie responde con frialdad: "No soy como tu hermana, Hedy. Ya no. Ahora soy como tú". Graham recupera la conciencia y ayuda a Allie. Allie arrastra a Hedy lejos de su amiga y huye, pero Hedy le dispara en el hombro. Después de aparentemente estrangular a Allie hasta la muerte, Hedy la arrastra hacia el incinerador, pero Allie se recupera y escapa. Gritando para que Allie salga, Hedy arremete contra un espejo dentro de un armario. Allie la apuñala por la espalda con un destornillador, y luchan antes de que una Allie horrorizada y entristecida observe cómo muere Hedy.
En un epílogo, Allie narra que finalmente ha seguido adelante. Ella perdona a Hedy por matar a Sam y trata de perdonarse a sí misma por la muerte de Hedy, afirmando que la caída de Hedy es un ejemplo de cómo la culpa del sobreviviente puede destruir a una persona. La película termina con una foto de los rostros de Allie y Hedy combinados en uno.

## Reparto
- Bridget Fonda - Allison "Allie" Jones
- Jennifer Jason Leigh - Hedra "Hedy" Carlson / Ellen Besch
- Steven Weber - Sam Rawson
- Peter Friedman - Graham Knox
- Stephen Tobolowsky - Mitch Myerson
- Frances Bay - Vecina
- Jessica Lundy
- Ken Tobey - Recepcionista
- Kim Sykes - Reportero

## Recepción de la crítica
Single White Female tuvo una recepción mixta por parte de la crítica especializada. En Rotten Tomatoes, tiene una puntuación del 56% según 39 evaluaciones. Ha obtenido un 45% de aprobación por parte de la audiencia, usada para calcular la aprobación del público a partir de votos de los usuarios de la web.

## Premios
- Ganó el MTV Movie Award de Mejor Villana (Jennifer Jason Leigh).